# ギルバート・ウォーカー

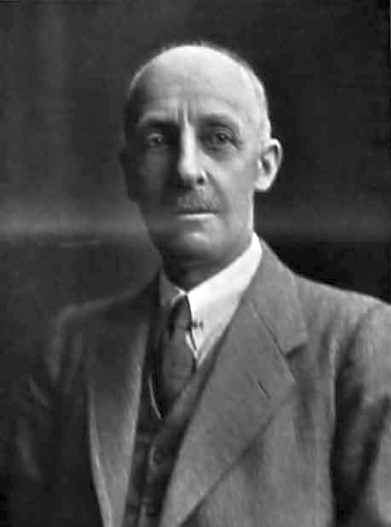
ギルバート・ウォーカー

サー・ギルバート・トーマス・ウォーカー（英: Sir Gilbert Thomas Walker, 1868年6月14日 - 1958年11月4日）は、イギリスの気象学者、数学者。南方振動やウォーカー循環を発見したことで知られる。

## 人物
ウォーカーは、若い頃からケンブリッジ大学の数学者として傑出した才能を持っていたが、モンスーン予報を行うために1903年にわざわざ遠いインドへ赴任した。そしてインド・モンスーンの変動の予兆を探るために、世界各地の気象観測結果を統計学の相関係数や回帰式を用いて、幅広い時間・空間にわたる膨大な解析を行った。その結果、気圧や気温などの地域的な変動に相関がある場合があることがわかった。その一つが南方振動であり、今日エルニーニョ・南方振動（ENSO）として知られているものである。また、この研究は統計学の進歩も促し、ユール・ウォーカー式という自己相関における新たな数学的手法も生み出した。これら南方振動とユール・ウォーカー式は、どちらもモンスーン予報という同一の研究の中から生まれたものである。

## 生涯

### 生まれてからケンブリッジ大学まで
ギルバート・ウォーカーはロンドン南部のクロイドンで1868年6月14日に、両親の4人目の子で長男として生まれた。父トーマスは技術者だった。ギルバートは1876年に地元の小学校（Whitgift Grammar School of Croydon）へ入ったが、そこで、数学と力学に興味を示した。13才でケンジントンにあるセント・ポールズ学校（St Paul's School）の奨学金を得て入学すると、教育者として有名な校長フレデリック・ウィリアム・ウォーカーの下で学業生活を送った。ギルバート自身の言によれば、最初は古典を習っていたが大失敗をやらかして数学に送られたとなっている。在学中に力学への興味は増し、1885年には自ら作ったジャイロスコープで賞をもらった。
1885年12月にウォーカーはケンブリッジのトリニティ・カレッジの数学の奨学金を得て、翌年10月に入学した。在学中に大学の賞をいくつか獲得した中に、級友で後に王室天文官（グリニッジ天文台長）になるフランク・ダイソンと共同で授かったSheepshanks Astronomical Exhibition賞もあった。ウォーカーは1889年にトリニティ・カレッジ数学課程卒業試験（Mathematical Tripos）パートIのシニア・ラングラー（数学科首席）に輝いた。ちなみに級友のダイソンは次席だった。1889～90年にウォーカーは応用数学を研究して、数学課程パートIIをやはり首席で卒業した。1891年にダイソンとふたり、トリニティ・カレッジの研究員（Fellows of Trinity）に選ばれた。
しかし、この学業の無理がたたってウォーカーは健康を損ない、療養のためスイスで3年間を過ごすはめとなった。スイスでの療養は貴重な期間となった。この時期は思考に没頭する時間を与えただけでなく、登山やスケートをする機会をも提供した。特にスケートは一生の趣味の1つになった。1895年には健康を回復し、トリニティ・カレッジの講師になると1903年にインドに赴任するまで続けた。

### インドへの赴任
カルカッタのプレジデンシー大学（Presidency University）の物理学教授だったジョン・エリオット（John Eliot）は、モンスーン予報の研究を進め、1895年からインド全土を対象とした降水量の季節予報を開始した。彼は1899年にインド気象局長官に就任したが、その年のモンスーン予報では飢饉を予知できなかった。新聞紙上で激しく非難され、そのため1901年にはモンスーンの季節予報は機密文書扱いとなり、気象局の外には発表されなくなった。エリオットはケンブリッジ大学の同窓で、卒業試験で数学首席（シニア・ラングラー）を得ていたギルバート・ウォーカーに目を付けた。
ウォーカーは、インドの気象事業を率いる人物としてまったくありそうにない候補者だった。ケンブリッジ大学において非凡な数学者として認められおり、既に学術的に高い栄誉を獲得していた。しかも専門は気象学とは全く関係のない数理物理学であり、主たる研究は電気力学の数学的理論だった。彼はトリニティ・カレッジの数学科講師というアカデミックな環境で安定した学究生活を送っていた。しかし応用数学者として何かに挑戦する機会の不足を感じており、これがウォーカーを気象学に駆り立ててインドへ赴任させる動機の一つとなった。
1903年にインドへ渡り、インド気象局長官のジョン・エリオットから引き継ぎを受けた後、1904年にその後任に任命され、1924年までそのポストに就いた。モンスーン予報の研究を始めたウォーカーは、予報の理論など、この分野の知見が自分にはほとんどないこと、それまでの気象学がこの分野ではほとんど使えないことを理解した。「地球上の気象の関係は、理論的な考察からそれらを導こうと試みても無駄なほどに複雑である」と述べている。
確立された理論から数学を駆使してモンスーン予報を行える見込みがないとわかると、ウォーカーは物理学的な因果関係を追い求めるのではなく、関連する全ての気象記録を集めてそれらを統計学的に解析した。

### 世界気象の調査
モンスーンが影響する範囲は広い。何らかのモンスーンの予兆をつかもうとすれば、それは世界中の気象データ間の統計的な関係を考慮する必要があるということを意味した。しかも、予兆のための調査は空間の違いだけではなく、時間的な違いを考慮した相関関係も含めなければならなかった。ウォーカーは世界中の気候変数（特に降水、温度と気圧）の間の関係を調べる際に、相関関係と回帰式を使った。また、彼はインド内外の気象学上の現象について、前後2つの季節までの先行と遅延関係、つまり自己相関（ラグ相関）も計算した。これらは、気象学において先駆的な取り組みであっただけでなく、後述するように統計学に新たな手法をも生み出した。
数年の研究の後、彼はインドの夏季の雨量を予測する最良の因子として、5月末のヒマラヤ山脈の降雪量、5月のモーリシャスの気圧とザンジバルの雨量、4月と5月の南アメリカの気圧を選んだ。そしてこの相関を用いたモンスーン予報を「シーズナル・フォアシャドウイング（seasonal foreshadowing）」と呼んだ。フォアシャドウイングとは確率的なあいまいさを含んだ予報という意味だった。彼は定量的な議論が出来るように、相関係数のような算出した統計量には、必ず見込み誤差（probable error：今日でいう標準誤差に相当）を付した。
インド・モンスーンの予報調査のために算出した相関係数は3000個とも言われている。電子計算機がない当時としては、大変な計算量だった。その結果、#後述するように1923年に北大西洋振動、北太平洋振動、南方振動という3つの気圧振動を発見した。この中で南方振動が最も大規模なものだった。しかし、後述のとおり#南方振動はインドのモンスーンの予報としては使えず、むしろそれ以外の世界各地の異常気象の前駆的現象、つまり予兆としての相関が高かった。しかしながら、そのメカニズムがまだ知られていなかった当時、広く取り上げられることはなかった。

### イギリスへ戻った後
1904年に王立協会の会員になっていたウォーカーは、1924年にインドからイギリスへと戻り、ナイトの称号を受けた。彼は著名な気象学者ネイピア・ショー卿（Sir Napier Shaw）の跡を継いでロンドンのインペリアル・カレッジの数学科教授となった。その新しいポストで統計作業を続けたが、他の物理的な問題にも関心を向けた。雲形とそれを引き起こす物理的な状態には常に興味を惹かれた。弟子たちとともに、実験室で不安定流体を下から熱して対流速度の違いによる効果を確かめる実験を行い、様々な雲の形成過程を研究した。1926年と1927年は王立気象学会の理事長を務め、1934年に同学会のサイモンズ・ゴールドメダルを受賞した。その間の1933年は英国学術協会の部門長を務めている。第二次世界大戦が始まると、空軍省気象委員会の下で長期予報や高層気象観測結果の相関、ヨーロッパの気象と北極の海氷との関係を研究した。
ギルバート・ウォーカーは1958年11月4日、90才で永眠した。

### 南方振動のその後
オランダの研究者ベルラーヘ・ジュニアによって、1957年にエルニーニョと南方振動が極めて高い相関を持っていることが発見され、海洋現象であるエルニーニョと大気現象である南方振動が同一の現象であることがわかった。1957～1958年に大規模なエルニーニョが発生した。カリフォルニア大学ロサンゼルス校（UCLA）の教授だったヤコブ・ビヤクネスは、この時行われていた国際地球観測年（IGY）の太平洋域の観測データを解析した。1963～64年と1965～66年のエルニーニョ現象での結果も確認して、1969年にそのメカニズムを発表した。そしてエルニーニョと南方振動に密接に関連した赤道上空の東西風の流れを「ウォーカー循環」と名付けた。1983年にこの海洋と大気が一体となって起きる世界規模の現象は、エルニーニョ・南方振動（ENSO）と命名された。

## 業績

### 電気力学と力学
1892年に発表されたウォーカーの最初の論文は、交流を伝達する導体の反発に関するエリフ・トムソンの実験についての数学的な議論だった。この研究はトムソンが定性的に進めたアイデアを定量的な形で示したもので、きわめて高等な数学的処理を行っているが、物理学的な発見または新しい原理を示したものではなかった。
1899年に、ウォーカーは「Aberration and some other problems connected with the electromagnetic field」という題のエッセイに対して、後にケンブリッジ大学のルーカス教授職に就くジョセフ・ラーモアとケンブリッジ大学のアダムズ賞を共同受賞した。ウォーカーは電気力学などの業績により1904年に王立学会の会員に選ばれた。インド赴任後、1908年にカルカッタ大学で電磁気学についての一連の講義を行い、その後、講義録はケンブリッジ大学出版局から出版された。ウォーカーの電気力学に対する興味は、自らの優れた数学的才能を適用できる問題を見つけた時に生じたようである。 
力学への興味も続いていた。1892年には完全流体の中での楕円体の発射体の運動に関する議論を論文として発表した。これは当時の流体運動の古典理論とは全く異なったもので、彼の理想的な状態での理論は、現実の砲術とはほとんど関係がなかった。また1896年に特殊な回転をするコマの運動に関する論文も出版した。

### ブーメラン
ウォーカーは1880年代にオーストラリアへ旅行に行った際に、ブーメランに興味を持った。そして自らそれを投げるようになり、その名手となった。ケンブリッジ大学時代から、大学の公園（ケンブリッジ・バックス）でブーメランを投げる彼の姿は有名であり、当時から「ブーメラン・ウォーカー」とあだ名されていた。ウォーカーは1901年にブーメランに関する独創的な論文「boomerangs」を『Nature』誌に発表した。
空気力学についてほとんど知られていなかった当時、ブーメランが現在は判明している高アスペクト比による優れた空気力学的な側面を備えると彼は気づいていた。ブーメランの速度成分と回転成分の項を用いてブーメランにかかる空気力学的な力とモーメントを表わし、これらの力の作用に基づく独特なブーメランの運動を分析した。論文において（1）円を描いて戻ってくる場合、（2）円を描いて戻ってくる際に投者の前で2回目の円を描く場合、（3）その応用として投者の後ろまで飛んでから2回目の円を描く場合、（4）最も複雑で投者の前後を行き来しながら3つの円を描くウォーカーが成功した投法の場合、（5）直線に近い軌跡で往復する場合の例を挙げている。それら以外に、戻らない投げ方があることも示している。これらの結論は、現代の空気力学によっても変わっていない。
この論文が広く知られると、ウォーカーはスポーツとゲームの数学的な側面に焦点を置いた記事を『クライン百科事典』に寄せるように依頼された。1900年に出版された同書において、彼の記事はビリヤード、ボール・ゲーム（特にゴルフ）、ブーメラン、自転車の4つにわたっており、当時のスポーツの分野で使われた、物体の運動を支配する力学的な要因の知識をよくまとめてある。

### 南方振動の発見
ウォーカーは世界の異なる場所で気圧間の相関関係の表を作成した。彼の調査によって、それまで知られていた北大西洋でのアゾレス諸島とアイスランド間の気圧の振動と北太平洋での同様の振動は、両方とも予想通りに相関関係として極めて明確に現れた。そしてロッキャーが発見していたインド洋付近とアルゼンチン間の気圧の変動は、それよりはるかに大きな世界規模の気圧変動として起こっていることがわかった。ウォーカーは、最初の北大西洋の現象を北大西洋振動（North Atlantic Oscillation）、2番目の北太平洋の現象を北太平洋振動（North Pacific Oscillation）と名付けた。そして最後の世界規模の現象を南方振動（Southern Oscillation）と命名した。最初の2つはその地域だけに影響する現象であったが、南方振動の特徴は、気圧振動の規模が大きく広がっているだけでなく、インド、ジャワ、オーストラリアの気温や降雨などの気象にもその影響が現れていた。
モンスーン予報のための解析だったが、結果はモンスーンの最盛期である6月～8月に起こる南方振動自体の発生を、他の気象要素との相関関係から予測することは難しいと示していた。気候学者のノーマンドはこう述べている。「私にとってウォーカーの結果で最も注目に値するものは、南方振動がその後の現象に作用しているという事実だった。全体として6月～8月の夏の南方振動のインデックスは、前年の冬とは-0.2の相関係数だったのに対して、次の冬のインデックスに対して+0.8の相関係数を持っていた。」。南方振動の特徴は、世界の気象変動の結果としてではなく原因として現れており、予報される現象というよりはむしろインド以外の地域の現象の予報する手段として有効であることを示していた。
これは世界の気象変動に課する大きな発見だったが、当時の気象学コミュニティでの一般的な反応は極めて懐疑的なものであった。それはこの振動が起きる原因がよくわからなかったためだった。物理学的な観点から見ると、モンスーン予報のための唯一の科学的な手法は、地球規模循環の完全で合理的な因果理論の理解と考えられていた。ウォーカーは統計的な手法の限界に十分気づいていた。物理学的な因果関係の重要性を否定していたわけではなく、因果関係はこれから徐々に発見されていくだろうと考えていた。そして、気象要素間の統計学的に有意な関係を多く発見するほどモンスーン予報などの問題に対して多くの知見が得られ、それは因果理論の根拠となる発見につながると考えていた。ただ、これに対するウォーカーの主張とは、日々の生活を支えるモンスーン予報において、因果関係を解明した上で完全に確信を持って発表できるようになるまで、待てるものではないとした。

### ユール・ウォーカー式
19世紀に各国で始まった気象観測であったが、観測手法や値の単位が異なっていたため、データを交換しても他国ではそう簡単には使えなかった。19世紀末頃から気象観測結果の国際的なデータ交換が議論され始め、それはデータの記録方法の統一へと徐々につながっていった。
そういった背景を受けて、20世紀に入ると、一方で世界各地の気象観測の結果を使った相関関係の調査が、気象学の研究として行われるようになった。他方で、その気象の変動要因として太陽黒点の変動も浮かび上がった。この時間的にある幅でランダムに変動する、つまり揺らぎを持つ準周期的な自然現象が、時系列データを扱う統計学に進歩をもたらした。当時、決定論的な調和解析を用いて太陽黒点の変動が11年周期を持つのではないかと議論されていた。ところが、イギリスの統計学者ウドニー・ユール（Udny Yule）は、1927年に太陽黒点の変動周期について、決定論的にではなくその強さや周期が揺らぎを持つという前提で、新たに2次の自己回帰モデル（AR(2)）という手法を考案した。そして、それを用いて太陽黒点の変動周期がおよそ11年であることを示した。これは厳密な調和解析による手法より太陽黒点の周期変動の多くを説明できた。
ウォーカーはユールによる自己回帰モデルの研究の前から、気象の準周期的な現象の問題に取り組んでいた。ユールによる自己回帰モデルの考案の前の1925年に、ウォーカーは南方振動の周期に3～3.25年の幅があることを示しており、そういう幅がある周期現象には自己相関を用いた分析が有効であると気づいていた 。しかし、ウォーカーが調査していたダーウィンの気圧変動は、ユールの自己回帰モデルAR(2)より複雑だった。そのため、彼はユールの手法を任意の次数ρの自己回帰モデルAR(ρ)に拡大した。彼は1931年に以下のユール・ウォーカー式を導出した。このユール・ウォーカー式はウォーカーがユールの成果を拡張したものであり、共同で導いたわけではない。

### 鳥の飛翔研究
インド気象局の任期の間に、ウォーカーは公務以外の多くのものに興味を持った。その1つに、鳥の滑空と羽ばたきがあった。彼はハゲワシとトビが200 mほどの高さまで羽ばたいた後、700 m以上の高さまで螺旋状に滑空しながら上昇する方法を発見した。これをきっかけに、舞い上がってはばたく様々な種類の飛行という研究を行うと、その成果を1925年、1927年、1930年に発表、それがきっかけで『ブリタニカ百科事典』の動物飛行の項目の執筆も行った。
これらの研究の結果は、彼が自らグライダーで飛ぶことへの興味も誘った。1911年にグライダーの滑空性能と気象条件との関係に関する短い説明を『Nature』誌に発表した。後年、ウォーカーはグライダーの操縦に挑戦したが、65才で始めたのでは熟練のパイロットになるには遅すぎたと、残念がった。

### フルート
ウォーカーはフルートの優れた演奏者であっただけでなく、その楽器を理論的に研究し、その成果の学術的な出版も行った。フルートは、低い方から2オクターブまでの音は連続して穴を開ける規則的な運指（指使い）で演奏できるが、従来の奏法では3オクターブ目は不規則な指使い（クロス・フィンガリング）をする。彼はその音域に新たな指使いを提案した。その指使いで発生する理論的な音節の位置は実際の音節と概ね一致し、いくつかの新たな指使いが実際に考案された。現在、一部のフルートはウォーカー案に沿って作られている。

### 人材発掘
ウォーカーはインドにおいて、人材発掘にも大きな役割を果たした。ある日、気象測器の点検にマドラスへ行った際に、港湾事務所の所長から風変わりな事務員が書いた数学の走り書きを見せられた。ウォーカーはその事務員が天才的な数学能力を持っていることを見抜き、マドラス大学へ入学できるように手配した。彼こそが後に天才的な数学者となるシュリニヴァーサ・ラマヌジャン（Srinivasa Aiyangar Ramanujan）だった。ウォーカーは彼がさらにケンブリッジ大学の数学者ゴッドフレイ・ハロルド・ハーディの所へ留学できるようにも尽力した。また、ノーベル物理学賞受賞者であるチャンドラセカール・ラマン（Sir Chandrasekhara Venkata Raman）や後に国際測地学及び地球物理学連合（IUGG）の会長を務めたK・R・ラマナサン（K. R. Ramanathan）という人材の発掘や育成にも関わった。